# Čachovice
Čachovice är en ort i Tjeckien.   Den ligger i regionen Mellersta Böhmen, i den centrala delen av landet, 40 km nordost om huvudstaden Prag. Čachovice ligger 207 meter över havet och antalet invånare är 768.
Terrängen runt Čachovice är platt, och sluttar söderut. Runt Čachovice är det ganska tätbefolkat, med 67 invånare per kvadratkilometer. Närmaste större samhälle är Mladá Boleslav, 15,4 km norr om Čachovice. Trakten runt Čachovice består till största delen av jordbruksmark.